# Паничево
Пани́чево (рос. Панычево) — присілок у складі Бакчарського району Томської області, Росія. Входить до складу Високоярського сільського поселення.

## Населення
Населення — 122 особи (2010; 199 у 2002).
Національний склад (станом на 2002 рік):
- росіяни — 76 %